# Vammalan Lentopallo
Vammalan Lentopallo, kortweg VaLePa, is een volleybalclub uit Vammala in Finland die uitkomt in de 'Suomen Lentopallon Mestaruusliiga', de Finse eredivisie.

## Geschiedenis
VaLePa is opgericht in 1978. Sinds het seizoen van 1980-1981 komt de club uit in de hoogste klasse van de Finse volleybalcompetitie. Daar werd sindsdien, vooral na 2011, een aantal malen een succes behaald waaronder de landstitel in de seizoenen 2011-2012 en 2013-2014. Ook won het in 2012 de nationale beker. In seizoen 2014-2015 kwam VaLePa op Europees niveau uit in de CEV Cup.

## Team 2014-2015
| No. | Naam                | Land | Positie         |
| --- | ------------------- | ---- | --------------- |
| 2   | Olli-Pekka Palomäki | FIN  | Middenaanvaller |
| 3   | Antti Esko          | FIN  | Spelverdeler    |
| 4   | Evliss Krastins     | FIN  | Passer-loper    |
| 5   | Matthew Pollock     | USA  | Middenaanvaller |
| 6   | Mauri Kurppa        | FIN  | Spelverdeler    |
| 7   | Sakari Mäkinen      | FIN  | Passer-loper    |
| 9   | Sjoerd Hoogendoorn  | NED  | Diagonaal       |
| 10  | Jarmo Korhonen      | FIN  | Libero          |
| 12  | Eduard Venski       | BLR  | Middenaanvaller |
| 13  | Olli Kunnari        | FIN  | Passer-loper    |
| 14  | Arttu Lehtimäki     | FIN  | Spelverdeler    |

Hoofdcoach
- Letland Ugis Krastins

Assistent-coach
- FIN Hannu Hautamäki

Voorzitter
- FIN Arto Satonen

## Palmares
Landskampioenschap
- 2014
- 2013
- 2012
- 2011
- 2008
- 1992

Nationale beker
- 2012
- 2013
- 2014